# Kyo Kara Maoh! Shin Makoku no Kyuujitsu
Kyo Kara Maoh! Shin Makoku no Kyuujitsu (?) è un videogioco pubblicato dalla Namco per PlayStation 2 il 27 settembre 2007 esclusivamente in Giappone. Il videogioco è ispirato al manga ed anime Kyo Kara Maoh!.